# Enderby, British Columbia
Enderby är en ort i Kanada.   Den ligger i provinsen British Columbia, i den södra delen av landet, 3 200 km väster om huvudstaden Ottawa. Enderby ligger 473 meter över havet och antalet invånare är 2 830.
Terrängen runt Enderby är varierad. Närmaste större samhälle är Salmon Arm, 18,6 km norr om Enderby.
Trakten runt Enderby består till största delen av jordbruksmark. Runt Enderby är det glesbefolkat, med 15 invånare per kvadratkilometer.